# Хеттікамканамге Перера
Хеттікамканамге Перера (англ. Hettikamkanamge Perera, нар. 19 сентября 1978) — шрі-ланкійський футбольний арбітр, арбітр ФІФА з 2004 року.

## Біографія
У 2015 році відправився до Австралії, обслуговуючи матчі Кубка Азії 2015 року.
Обслуговував матчі азійського відбору на чемпіонат світу 2018 року, а також постійно обслуговує матчі Ліги чемпіонів АФК.
На початку 2018 року був одним з арбітрів Молодіжного чемпіонату Азії.
Був одним з арбітрів Кубка Азії 2019 року.